# Kuroslepy
Kuroslepy település Csehországban, a Třebíči járásban. Kuroslepy Senorady, Ketkovice, Březník, Kladeruby nad Oslavou, Mohelno és Sudice településekkel határos. Lakosainak száma 161 fő (2024. január 1.).

## Népesség
A település lakosságának változását az alábbi diagram mutatja:
| Lakosok száma | 262  | 313  | 360  | 321  | 248  | 162  | 148  | 155  | 159  | 161  |
|               | 1869 | 1900 | 1921 | 1961 | 1980 | 2011 | 2016 | 2019 | 2021 | 2024 |